# Lasciamoci con un sorriso/Tornerai
Lasciamoci con un sorriso/Tornerai è un disco a 78 giri inciso dal Trio Lescano e pubblicato nel 1937 dalla Parlophon.
In entrambe le canzoni il Trio è accompagnato dal Quartetto Jazz Funaro.

## Lasciamoci con un sorriso
Cover di Leave Me With a Love Song, scritta da Hugh Williams per la musica e da Jimmy Kennedy per il testo, ed incisa da Arthur Tracy il 26 luglio 1935 per la Decca.
Il testo in italiano è scritto da Mario Ceirano, che si firma con lo pseudonimo Cram, che usava abitualmente.

## Tornerai
Notissimo brano sul lato B, scritto da Nino Rastelli e musicato da Dino Olivieri.
Per comporre questo brano gli autori si ispirarono al celebre coro a bocca chiusa dall'opera lirica di Giacomo Puccini Madama Butterfly.
Fu utilizzato diverse volte - nelle due differenti versioni in italiano e in francese - in colonne sonore cinematografiche:
- La segunda mujer (1953, J'attendrai)
- I sette della gloria (1968, Tornerai)
- Mica scema la ragazza! (1972, J'attendrai)
- U-Boot 96 (1981, J'attendrai)
- Un'ottima annata (2006, J'attendrai, cantata da Jean Sablon)
- Le 13 rose (2007, J'attendrai)

### Cover
Tornerai è uno dei brani simbolo della seconda guerra mondiale, specie nella versione in lingua francese intitolata J'attendrai portata al successo prima da Rina Ketty nel 1938, poi da Jean Sablon nel 1939.
Nel 1943 Rastelli riscrisse i versi della canzone, che nella nuova versione venne incisa da Miriam Ferretti.
È divenuto uno standard ed è entrato nel repertorio di vari artisti, come Tino Rossi, Claude François, Bing Crosby, Django Reinhardt e Frank Sinatra.
Le versioni più recenti del brano sono quelle incise da Rosanna Fratello nel 1970 nel suo album di debutto, da Dalida che le include nell'album omonimo J'attendrai del 1975 e nella compilation di canzoni eseguite in stile disco music dell'anno seguente Coup de chapeau au passé, di Raffaella Carrà nell'LP Forte forte forte del 1976 e di Antonella Ruggiero nel CD Souvenir d'Italie, pubblicato nel 2007.
Antonella Ruggiero propose Tornerai in occasione del concerto al Palazzo Mezzanotte di Milano accompagnata dal Color Swing Trio. La registrazione dal vivo è contenuta nell'album Quando facevo la cantante (2018) - CD3 "La canzone d'autore".

## Tracce
1. Lasciamoci con un sorriso
2. Tornerai